# Bridge over Troubled Water (chanson)
Singles de Simon et Garfunkel
The Boxer Cecilia
Bridge over Troubled Water est une chanson en anglais écrite par le musicien américain Paul Simon et interprétée par le duo Simon et Garfunkel mais chantée par le seul Art Garfunkel. Elle figure sur le cinquième et dernier album studio du groupe, Bridge over Troubled Water, sorti en 1970. Elle s'est classée à la première place des classements de ventes de singles aux États-Unis, en France, au Royaume-Uni et au Canada et s'est vendue à plus de six millions d'exemplaires dans le monde entier. Elle figure à la 48e place du classement des 500 plus grandes chansons de tous les temps du magazine Rolling Stone.

## Historique
Paul Simon écrit la chanson durant l'été 1969 pendant qu'Art Garfunkel tourne le film Catch-22. Elle a initialement des paroles différentes et comprend deux couplets. Cette ballade est une ode à l'amitié écrite à une époque où les tensions entre Simon et Garfunkel s'accumulent et Simon l'a écrite pour être jouée au piano et pour que Garfunkel la chante seul. Le refrain est en partie inspiré par un vers de Claude Jeter, chanteur de gospel, « I'll be your bridge over deep water if you trust in my name », dans la chanson Mary Don't You Weep (1958),.
Garfunkel aime la voix de fausset de Simon sur la démo et aurait préféré que Simon la chante. Garfunkel et le producteur Roy Halee estiment également que la chanson a besoin d'un troisième couplet, que Simon écrit alors. Il juge toutefois qu'il manque de cohésion avec les deux autres couplets. Le couplet final est en partie inspiré par Peggy Harper, épouse de Simon à cette époque, qui commence alors à avoir ses premiers cheveux blancs, d'où le vers « Sail on, silver girl ».
La partie instrumentale est enregistrée par Hal Blaine, Larry Knechtel, Joe Osborn et Gary L. Coleman du groupe Wrecking Crew. Knechtel passe quatre jours à travailler sur les arrangements de piano. Les deux premières tentatives de Garfunkel pour enregistrer la partie vocale sont des échecs. Le dernier couplet est finalement enregistré en premier à Los Angeles et les deux premiers couplets sont enregistrés par la suite à New York. La chanson est interprétée en public pour la première fois le 30 novembre 1969 dans l'émission télévisée de CBS Songs of America.
Bridge over Troubled Water remporte en 1971 le Grammy Award de la chanson de l'année et celui de l'enregistrement de l'année.
En 1998, elle reçoit le Grammy Hall of Fame Award.

## Reprises
La chanson a été reprise par de nombreux artistes et notamment par Elvis Presley en 1970, par The Jackson 5 en 1970, par Merry Clayton en 1970, par Aretha Franklin en 1971 dans une version qui lui a permis de remporter le Grammy Award de la meilleure prestation vocale R&B féminine, et par Linda Clifford dans une version disco en 1979. Elle a également été reprise par Johnny Cash en 2002 dans son album American IV:The Man Comes Around.
Nana Mouskouri, qui avait déjà obtenu un important succès en 1967 avec le titre C'est bon la vie, adaptation française écrite par Pierre Delanoë de The 59th Street Bridge Song de Simon and Garfunkel, enregistre également en 1970 une version française de Bridge over Troubled Water, à nouveau écrite par Pierre Delanoë sous le titre traduit presque littéralement Comme un pont sur l'eau trouble.
Neal Morse et son groupe "Neal Morse Band"  en a fait une interprétation remarquable de huit minutes dans son double album "Innoncence & Danger" (2021), dernier titre du premier volume, avec une interprétation teintée du rock progressif.

## Classements
| Classement musical                     | Meilleure position |
| -------------------------------------- | ------------------ |
| Allemagne (Media Control AG)           | 3                  |
| Australie (ARIA Charts)                | 2                  |
| Autriche (Ö3 Austria Top 40)           | 4                  |
| Belgique (Flandre Ultratop 50 Singles) | 23                 |
| Canada (RPM)                           | 1                  |
| États-Unis (Billboard Hot 100)         | 1                  |
| France (SNEP)                          | 1                  |
| Irlande (Irish Singles Chart)          | 2                  |
| Norvège (VG-lista)                     | 7                  |
| Pays-Bas (Nederlandse Top 40)          | 5                  |
| Royaume-Uni (UK Singles Chart)         | 1                  |
| Suisse (Schweizer Hitparade)           | 5                  |